# Verkenner (kabinetsformatie)

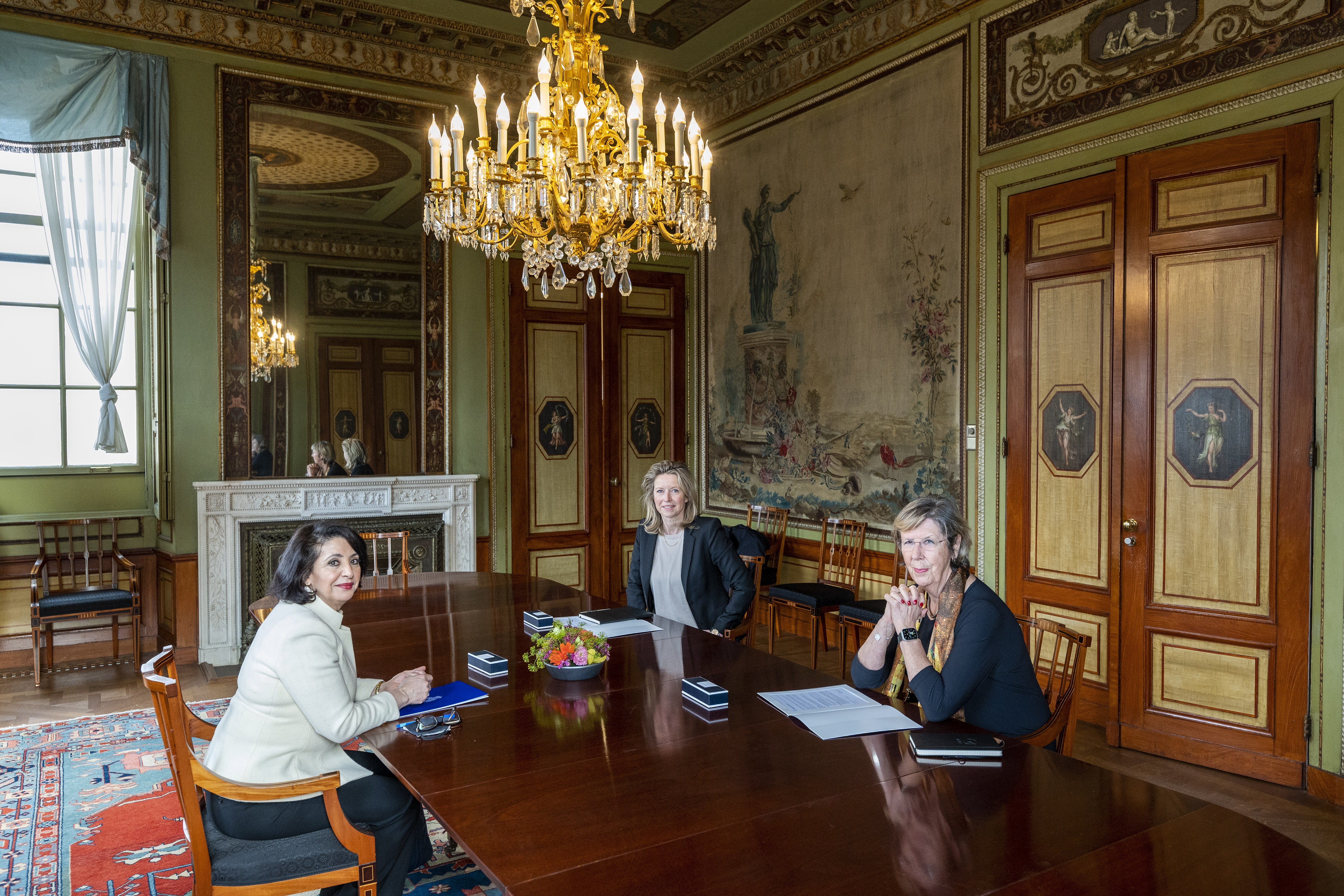
Verkenners Annemarie Jorritsma (r) en Kajsa Ollongren (m) ontvangen hun opdracht van Tweede Kamervoorzitter Khadija Arib (l) tijdens de kabinetsformatie van 2021-'22.

De verkenner is een rol in de beginfase van een kabinetsformatie in Nederland, die de coalitiemogelijkheden onderzoekt. De officiële benaming bestaat sinds 2012, toen het initiatief voor de kabinetsformatie overging van de koning(in) naar de Tweede Kamer. Echter was het reeds sinds 1989 gebruikelijk dat de eerste informateur een verkennende opdracht kreeg en informeel verkenner werd genoemd.

## Voor 2012
Voor 1989 werd het verkennen gedaan door de koning(in) zelf, door onder meer het raadplegen van haar vaste adviseurs of fractievoorzitters uit de Tweede Kamer.

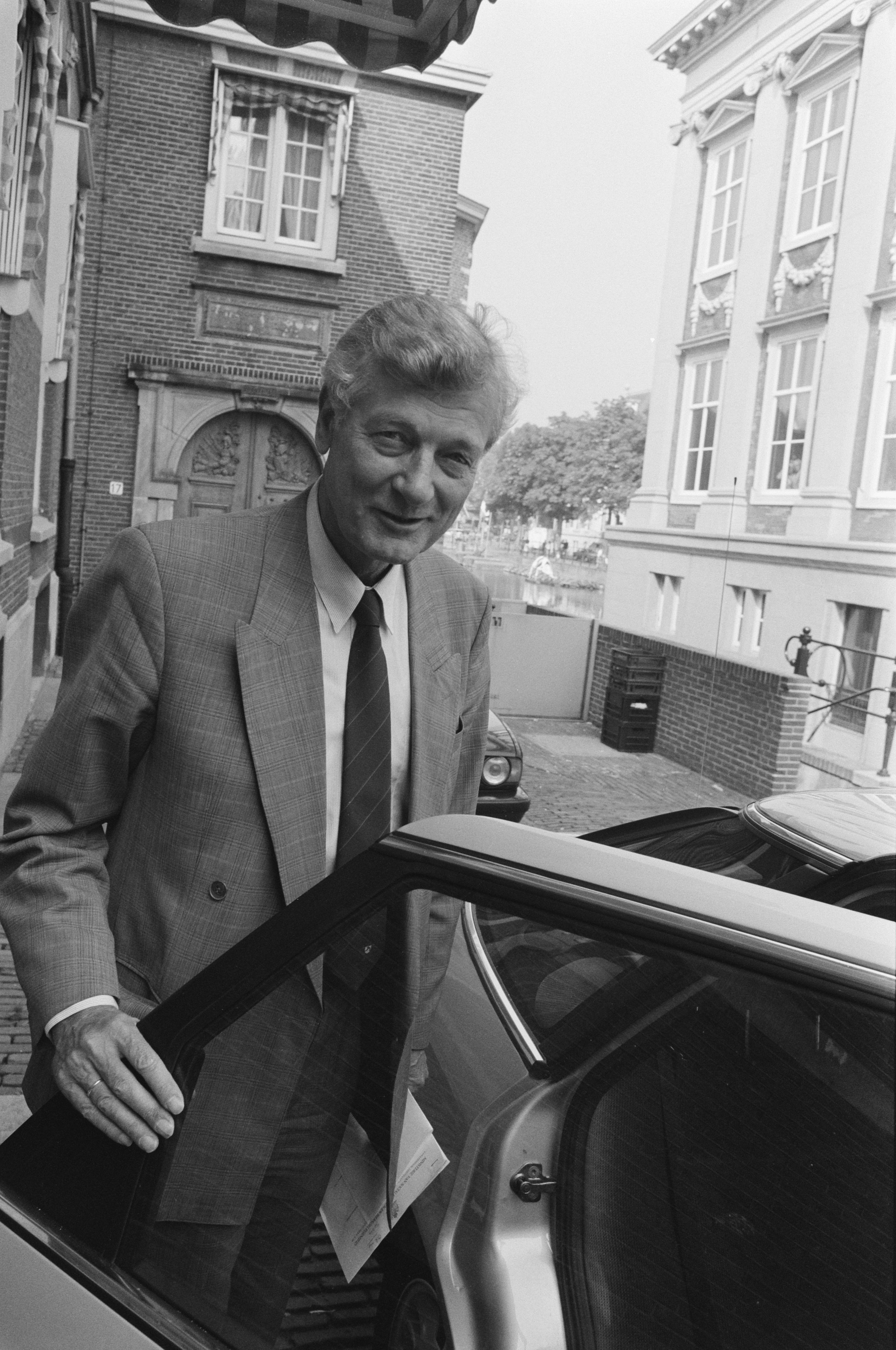
Informateur Jan de Koning tijdens de kabinetsformatie van 1989.

Tijdens de kabinetsformatie van 1989 kreeg CDA-informateur Jan de Koning de opdracht op zeer korte termijn te onderzoeken welke mogelijkheden aanwezig zijn voor de vorming van een kabinet. Hiermee ontstond een nieuw type rol, hoewel de benaming officieel informateur bleef. Het benoemen van een informateur met een verkennende opdracht is sindsdien voortgezet. Alleen bij de kabinetsformatie van 2002 was er geen informateur met een verkennende opdracht, omdat er toen slechts één informateur was.
Kenmerkend voor een verkennende informateur is dat deze gesprekken voert met alle fractievoorzitters, de opdracht binnen korte tijd voltooit (een tot drie weken) en dat de inhoudelijke besprekingen gedaan worden door de daaropvolgende informateur.

## Sinds 2012
Sinds 2012 is er wel een aparte rol van de verkenner, hoewel later in de formatie een informateur nog steeds een verkennende opdracht kan krijgen. De verkenner wordt aangewezen door de voorzitter van de Tweede Kamer, na consultatie met de beoogde fractievoorzitters (die pas twee weken na verkiezingen geïnstalleerd worden). De primaire taak is het peilen van politieke partijen over hun voorkeuren en mogelijkheden voor coalitievorming. De verkenner spreekt met fractievoorzitters om een beeld te vormen van het politieke landschap. Vervolgens rapporteert de verkenner aan de Tweede Kamer met aanbevelingen over de mogelijke coalitie met de meeste kans van slagen.

## Bron
- Van Baalen, Carla, Van Kessel, Alexander (2012). De kabinetsformatie in vijftig stappen. Boom. ISBN 9789461055729.